# Њумаркет (Онтарио)
Њумаркет (енгл. Newmarket) је градић у Канади, у покрајини Онтарио. Према резултатима пописа 2011. у граду је живело 79.978 становника.

## Становништво
Према резултатима пописа становништва из 2011. у граду је живело 79.978 становника, што је за 7,6% више у односу на попис из 2006. када је регистровано 74.295 житеља.
| 2006.  | 2011.  | 2016.  |
| ------ | ------ | ------ |
| 74.295 | 79.978 | 84.224 |